# Lättvikt i fristil i brottning vid olympiska sommarspelen 1976
Herrarnas brottningsturnering i fristil i viktklassen lättvikt vid olympiska sommarspelen 1976 avgjordes i Maurice Richard Arena i Montréal. 

## Medaljörer
| Klass    | Guld                          | Silver             | Brons                     |
| Lättvikt | Pavel Pinigin · Sovjetunionen | Lloyd Keaser · USA | Yasaburo Sugawara · Japan |

## Resultat
Legend
- TF — Vinst genom fall
- IN — Vinst genom att motståndaren skadas
- DQ — Vinst genom passivitet
- D1 — Vinst genom passivitet, vinnaren är också passiv
- D2 — Båda brottarna förlorade på grund av passivitet
- FF — Vinst genom förverkande
- DNA — Anlände inte
- TPP — Totala straffpoäng
- MPP — Matchstraffpoäng

Straff
- 0 — Vinst genom fall, teknisk överlägsenhet, passivitet, skada och förverkande
- 0.5 — Vinst på poäng, 8-11 poängs skillnad
- 1 — Vinst på poäng, 1-7 poängs skillnad
- 2 — Vinst på passivitet,  vinnaren är också passiv
- 3 — Förlust på poäng, 1-7 poängs skillnad
- 3.5 — Förlust på poäng, 8-11 poängs skillnad
- 4 — Förlust genom fall, teknisk överlägsenhet, passivitet, skada och förverkande

### Elimineringsrunda

#### Omgång 1
| TPP | MPP |                               | Poäng     |                            | MPP | TPP |
| --- | --- | ----------------------------- | --------- | -------------------------- | --- | --- |
| 0   | 0   | Tsedendambyn Natsagdorj (MGL) | 21 - 6    | Zsigmond Kelevitz (AUS)    | 4   | 4   |
| 4   | 4   | Segundo Olmedo (PAN)          | TF / 2:43 | Ko Jin-Won (KOR)           | 0   | 0   |
| 3   | 3   | Rafael González (PUR)         | 13 - 16   | Lennart Lundell (SWE)      | 1   | 1   |
| 4   | 4   | Ronald Joseph (ISV)           | TF / 2:09 | Rami Miron (ISR)           | 0   | 0   |
| 1   | 1   | Doncho Zhekov (BUL)           | 9 - 4     | János Kocsis (HUN)         | 3   | 3   |
| 0   | 0   | José Ramos (CUB)              | TF / 7:79 | Clive Llewellyn (CAN)      | 4   | 4   |
| 0   | 0   | Eberhard Probst (GDR)         | TF / 1:32 | Arona Mané (SEN)           | 4   | 4   |
| 0   | 0   | Joseph Gilligan (GBR)         | TF / 2:30 | Sergio Fiszman (ARG)       | 4   | 4   |
| 4   | 4   | Gerhard Weisenberger (FRG)    | 7 - 19    | Mohammad Reza Navaei (IRI) | 0   | 0   |
| 4   | 4   | Kari Övermark (FIN)           | 4 - 20    | Lloyd Keaser (USA)         | 0   | 0   |
| 1   | 1   | Yasaburo Sugawara (JPN)       | 8 - 7     | Mehmet Sarı (TUR)          | 3   | 3   |
| 3   | 3   | Šaban Sejdi (YUG)             | 3 - 8     | Pavel Pinigin (URS)        | 1   | 1   |

#### Omgång 2
| TPP | MPP |                               | Poäng     |                       | MPP | TPP |
| --- | --- | ----------------------------- | --------- | --------------------- | --- | --- |
| 0   | 0   | Tsedendambyn Natsagdorj (MGL) | 19 - 4    | Segundo Olmedo (PAN)  | 4   | 8   |
| 5   | 1   | Zsigmond Kelevitz (AUS)       | 11 - 8    | Ko Jin-Won (KOR)      | 3   | 3   |
| 3   | 0   | Rafael González (PUR)         | TF / 2:08 | Ronald Joseph (ISV)   | 4   | 8   |
| 5   | 4   | Lennart Lundell (SWE)         | 3 - 16    | Rami Miron (ISR)      | 0   | 0   |
| 4   | 3   | Doncho Zhekov (BUL)           | 4 - 9     | José Ramos (CUB)      | 1   | 1   |
| 4   | 1   | János Kocsis (HUN)            | 7 - 5     | Clive Llewellyn (CAN) | 3   | 7   |
| 0   | 0   | Eberhard Probst (GDR)         | TF / 4:51 | Joseph Gilligan (GBR) | 4   | 4   |
| 8   | 4   | Arona Mané (SEN)              | TF / 4:49 | Sergio Fiszman (ARG)  | 0   | 4   |
| 4.5 | 0.5 | Gerhard Weisenberger (FRG)    | 24 - 14   | Kari Övermark (FIN)   | 3.5 | 8.5 |
| 4   | 4   | Mohammad Reza Navaei (IRI)    | TF / 6:40 | Lloyd Keaser (USA)    | 0   | 0   |
| 1   | 0   | Yasaburo Sugawara (JPN)       | TF / 2:31 | Šaban Sejdi (YUG)     | 4   | 7   |
| 6   | 3   | Mehmet Sarı (TUR)             | 3 - 10    | Pavel Pinigin (URS)   | 1   | 2   |

#### Omgång 3
| TPP | MPP |                               | Poäng     |                            | MPP | TPP |
| --- | --- | ----------------------------- | --------- | -------------------------- | --- | --- |
| 1   | 1   | Tsedendambyn Natsagdorj (MGL) | 9 - 6     | Ko Jin-Won (KOR)           | 3   | 6   |
| 5   | 0   | Zsigmond Kelevitz (AUS)       | TF / 1:48 | Rafael González (PUR)      | 4   | 7   |
| 9   | 4   | Lennart Lundell (SWE)         | 3 - 17    | Doncho Zhekov (BUL)        | 0   | 4   |
| 4   | 4   | Rami Miron (ISR)              | DQ / 7:42 | János Kocsis (HUN)         | 0   | 4   |
| 2   | 1   | José Ramos (CUB)              | 10 - 8    | Eberhard Probst (GDR)      | 3   | 3   |
| 8   | 4   | Joseph Gilligan (GBR)         | TF / 5:56 | Gerhard Weisenberger (FRG) | 0   | 4.5 |
| 8   | 4   | Sergio Fiszman (ARG)          | TF / 4:44 | Mohammad Reza Navaei (IRI) | 0   | 4   |
| 0   | 0   | Lloyd Keaser (USA)            | DQ / 4:21 | Yasaburo Sugawara (JPN)    | 4   | 5   |
| 2   |     | Pavel Pinigin (URS)           |           | Bye                        |     |     |

#### Omgång 4
| TPP | MPP |                            | Poäng     |                               | MPP | TPP |
| --- | --- | -------------------------- | --------- | ----------------------------- | --- | --- |
| 3   | 1   | Pavel Pinigin (URS)        | 4 - 3     | Tsedendambyn Natsagdorj (MGL) | 3   | 4   |
| 8   | 3   | Zsigmond Kelevitz (AUS)    | 4 - 7     | Rami Miron (ISR)              | 1   | 5   |
| 4.5 | 0.5 | Doncho Zhekov (BUL)        | 13 - 5    | Eberhard Probst (GDR)         | 3.5 | 6.5 |
| 7   | 3   | János Kocsis (HUN)         | 3 - 8     | José Ramos (CUB)              | 1   | 3   |
| 8.5 | 4   | Gerhard Weisenberger (FRG) | TF / 1:55 | Lloyd Keaser (USA)            | 0   | 0   |
| 8   | 4   | Mohammad Reza Navaei (IRI) | 1 - 16    | Yasaburo Sugawara (JPN)       | 0   | 5   |

#### Omgång 5
| TPP | MPP |                               | Poäng     |                     | MPP | TPP |
| --- | --- | ----------------------------- | --------- | ------------------- | --- | --- |
| 3   | 0   | Pavel Pinigin (URS)           | DQ / 7:06 | Rami Miron (ISR)    | 4   | 9   |
| 7   | 3   | Tsedendambyn Natsagdorj (MGL) | 7 - 7     | Doncho Zhekov (BUL) | 1   | 5.5 |
| 7   | 4   | José Ramos (CUB)              | DQ / 7:47 | Lloyd Keaser (USA)  | 0   | 0   |
| 5   |     | Yasaburo Sugawara (JPN)       |           | Bye                 |     |     |

#### Omgång 6
| TPP | MPP |                         | Poäng |                     | MPP | TPP |
| --- | --- | ----------------------- | ----- | ------------------- | --- | --- |
| 6   | 1   | Yasaburo Sugawara (JPN) | 5 - 5 | Pavel Pinigin (URS) | 3   | 6   |
| 8.5 | 3   | Doncho Zhekov (BUL)     | 5 - 9 | Lloyd Keaser (USA)  | 1   | 1   |

### Sista omgångarna
| TPP | MPP |                         | Poäng     |                         | MPP | TPP |
| --- | --- | ----------------------- | --------- | ----------------------- | --- | --- |
|     | 0   | Lloyd Keaser (USA)      | DQ / 4:21 | Yasaburo Sugawara (JPN) | 4   |     |
| 5   | 1   | Yasaburo Sugawara (JPN) | 5 - 5     | Pavel Pinigin (URS)     | 3   |     |
| 3.5 | 0.5 | Pavel Pinigin (URS)     | 12 - 1    | Lloyd Keaser (USA)      | 3.5 | 3.5 |